# Mizia
Mizia (în bulgară Мизия) este un oraș în comuna Mizia, regiunea Vrața,  Bulgaria. Orașul este situat pe râul Skăt.

## Demografie
Componența etnică a orașului Mizia
     Bulgari (85,79%)
     Romi (9,56%)
     Nicio identificare (4,64%)
     Altele (0,67%)
La recensământul din 2011, populația orașului Mizia era de 3.252 locuitori. Din punct de vedere etnic, majoritatea locuitorilor (85,79%) erau bulgari, cu o minoritate de romi (9,56%). Pentru 4,64% din locuitori nu este cunoscută apartenența etnică.